# Никол Тодорова
Никол Тодорова е българска състезателка по художествена гимнастика.

## Биография
Никол Тодорова е родена на 20 април 2008 г. в София. Баща ѝ е бивш състезател по спортна стрелба.
Тя е двукратна републиканска шампионка и сребърна медалистка от Световното първенство по художествена гимнастика за девойки 2023.